# Сделано в Британии
 «Сделано в Британии»  (англ. Made in Britain) — социальная драма Алана Кларка, вышедшая в 1982 году. Телефильм рассказывает о 16-летнем наци-скинхэде Треворе (актёрский дебют Тима Рота) и его непрекращающемся бунте против общества и властей. Впервые фильм был показан на канале ITV в рамках серии фильмов «Истории за пределами школы» (англ. Tales out of School).

## Синопсис
Фильм начинается с судебного заседания, на котором скинхэд Тревор (Тим Рот) обвиняется в бросании кирпича в окно пакистанца мистера Шанаваза и магазинной краже. Социальный работник Гарри Паркер (Эрик Ричард), являющийся куратором Тревора верит в то, что он не безнадёжен и направляет его в Наблюдательный центр, где Тревору должны назначить наказание. Питер Клайв (Билл Стюарт), заместитель директора Наблюдательного центра, принимает Тревора и селит его в одну комнату с негром Эрролом (Терри Ричардс).
На следующий день Тревора направляют в центр трудоустройства, выдав деньги на автобус. Тем не менее, он с Эрролом угоняет машину, и приезжает в центр на ней. Надышавшись клеем, купленным на сэкономленные деньги, Тревор заходит в центр трудоустройства, где начинает требовать у работницы центра какой-нибудь работы. После того, как его просят подождать, Тревор выскакивает на улицу, и разбивает большим камнем окно центра.
Вернувшись в Наблюдательный центр, Тревор сталкивается с Питером Клайвом, который, заметив, что тот приехал на угнанной машине, требует избавиться от неё. Тревор поначалу отрицает, что украл машину, но затем соглашается отогнать её подальше от Наблюдательного центра. Внутри Питер начинает расспрашивать Тревора о причине угона машины, но тот отказывается дать вразумительный ответ. Тревор начинает требовать обед, но безуспешно, так как время обеда уже прошло. Он начинает бить ногами в дверь, прибегают работники центра, Тревор пинает одного из них, и в итоге его запирают в отдельной комнате.
Приезжает директор центра (Джеффри Хатчингс) и расписывает Тревору, в виде несложной схемы на доске, его дальнейшие перспективы попасть в тюрьму и скатиться на дно, если тот не прекратит своё антисоциальное поведение. Он объясняет Тревору, что Наблюдательный центр — это его последний шанс исправиться, и другого такого шанса у него не будет. Тревор внимательно выслушивает директора, но сразу после его ухода начинает вести себя как ни в чём не бывало. Работники центра собираются переслать его в изолятор, и Питер предлагает Тревору напоследок сходить на гонки на выживание, если тот будет хорошо себя вести. Тревор соглашается, при условии, что ему дадут участвовать в гонке.
Тревор принимает участие в гонке, и искренне наслаждается процессом, но его машина выходит из строя после нескольких кругов. После безуспешных попыток завести машину, он выходит из неё вне себя от злости. По дороге назад в центр, Питер пытается утешить Тревора, говоря, что ему противостояли профессиональные гонщики, и он сможет устроить, чтобы Тревор мог принимать участие в дальнейших гонках. Тревор никак не реагирует на его слова, молча глядя в окно.
Приехав в центр, Питер обнаруживает, что потерял свои ключи. После того, как все обитатели центра ложатся спать, Тревор будит Эррола и показывает ему ключи, которые выпали у Питера. Тревор и Эррол открывают офис, где Тревор роется в документах и находит личное дело Эррола. Из документов становится ясно, что у Эррола нет шансов вернуться в семью, так как мать отказалась от него, и он будет вынужден остаться в центре. После того, как Эррол спрашивает у Тревора, что ему делать дальше, тот советует ему нагадить на своё личное дело, а сам в это время мочится на своё.
Тревор и Эррол сбегают из Наблюдательного центра и уезжают на фургоне центра. Они приезжают к дому мистера Шанаваза, разбивают ему оконные стёкла, выкрикивая расистские лозунги, и затем уезжают. Тревор врезается на фургоне в машину возле полицейского участка, в результате чего Эррол теряет сознание. Тревор оставляет Эррола в машине и скрывается с места аварии, после чего Эррола арестовывают полицейские. Тревор приходит к дому своего куратора Гарри, который собирается в отпуск со своей семьёй. Тревор рассказывает ему, что он сделал, и что он сдаётся. Гарри звонит полицейским.
Тревор попадает в камеру предварительного заключения, где донимает полицейских, постоянно нажимая на кнопку вызова. В итоге, один из полицейских обещает обеспечить Тревору срок за все его угоны в полицейском округе как только он перестанет считаться малолетним, бьёт его дубинкой по коленной чашечке и говорит: «Думаешь, ты чертовски крут?» (англ. You think you're fucking hard). Впервые Тревор выглядит побеждённым. Надзиратель говорит ему, что его протесты никому не интересны, и что Тревору придётся считаться с властями и жить по правилам, как все остальные. Когда полицейские уходят, Тревор отходит от боли и расплывается в безумной улыбке.

## В ролях
- Тим Рот — Тревор
- Билл Стюарт — Питер Клайв
- Джеффри Гатчингс — директор центра
- Терри Ричардс — Эррол
- Эрик Ричард — Гарри Паркер
- Шон Чэпмэн — Барри Гиллер

## Интересные факты
- Фильм открывает песня шотландской панк-группы The Exploited «UK82».
- Диалоги из фильма были взяты в качестве основы для семплов альбома британского рэпера Skinnyman, Council Estate of Mind (2004).
- Тим Рот получил главную роль случайно. Когда он зашёл в поисках насоса для велосипеда в театр, в котором работал, ему предложили принять участие в прослушивании, которое в это время там проводилось. Тим поговорил с режиссёром, ознакомился со сценарием и согласился[3].